# Diemut Theato
Diemut R. Theato (ur. 13 kwietnia 1937 w Dreźnie) – niemiecka polityk, tłumaczka, posłanka do Parlamentu Europejskiego II, III, IV i V kadencji (1987–2004).

## Życiorys
W 1956 zdała egzamin maturalny. Z wykształcenia ekonomista i handlowiec. Studiowała na University of Cambridge, następnie na Uniwersytecie w Heidelbergu (w instytucie dla tłumaczy). Specjalizowała się w zakresie języków portugalskiego i angielskiego. Pracowała w zawodzie tłumacza. Wstąpiła do Unii Chrześcijańsko-Demokratycznej. Od 1977 przewodniczyła Frauen-Union (organizacji kobiet działającej przy CDU) w powiecie Rhein-Neckar. Od 1981 do 2001 była wiceprzewodniczącą powiatowych struktur chadecji.
W 1987 z ramienia Unii Chrześcijańsko-Demokratycznej objęła mandat deputowanej do Parlamentu Europejskiego. W 1989, 1994 i 1999 skutecznie ubiegała się o reelekcję. Była m.in. członkinią grupy chadeckiej oraz przewodniczącą Komisji Kontroli Budżetowej w IV i V kadencji. Po ujawnieniu nieprawidłowości w Komisji Europejskiej, co doprowadziło do dymisji KE Jacques'a Santera, kierowana przez nią komisja Europarlamentu swoimi naciskami przyczyniła się do utworzenia Europejskiego Urzędu ds. Zwalczania Nadużyć Finansowych (OLAF).